# Sibynophis subpunctatus
Espèce
Synonymes
- Oligodon subpunctatus Duméril, Bibron & Duméril, 1854
- Oligodon spinaepunctatus Jan, 1862
- Enicognathus humberti Jan, 1863

Sibynophis subpunctatus  est une espèce de serpents de la famille des Colubridae.

## Répartition
Cette espèce se rencontre :
- en Inde au Maharashtra et au Gujarat ;
- au Sri Lanka.

## Publication originale
- Duméril, Bibron & Duméril, 1854 : Erpétologie générale ou histoire naturelle complète des reptiles. Tome septième. Première partie, p. 1-780 (texte intégral).